# George Byng (4e vicomte Torrington)
George Byng, 4e vicomte Torrington (11 octobre 1740 - 14 décembre 1812) est un pair anglais.

## Biographie
Il est le fils aîné et l'héritier de George Byng (1701-1750) de son épouse Elizabeth Daniel,.

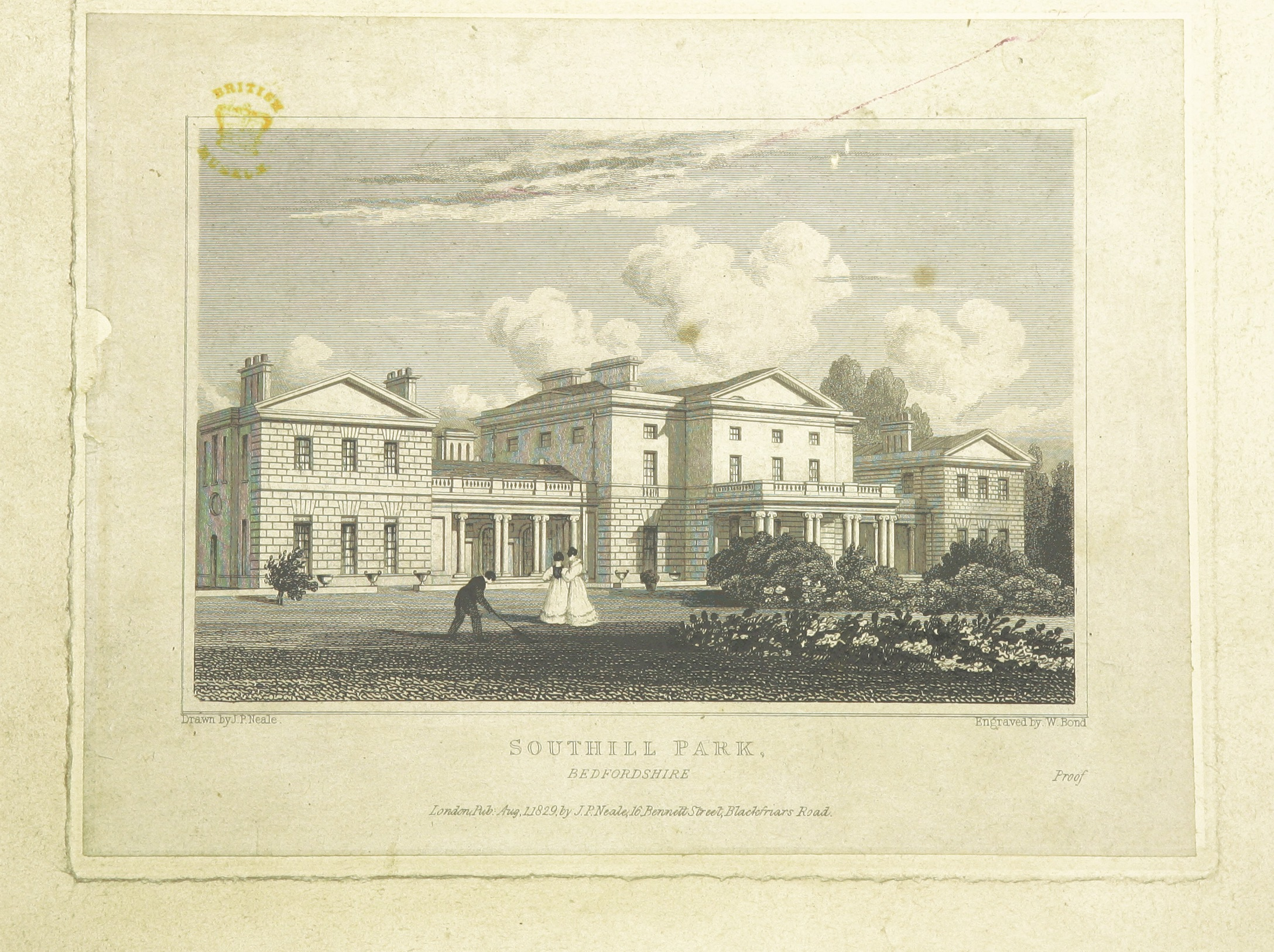
Southill Park, Bedfordshire

Il hérite de la vicomté de Torrington et du siège familial de Southill Park à Bedfordshire à la mort de son père en 1750. Il vend Southill au magnat de la bière, Samuel Whitbread, en 1795.

## Mariage et descendance
Le 20 juillet 1765, il épouse Lucy Boyle (1744-1792), fille de John Boyle, 5e comte de Cork et de son épouse Margaret Hamilton par qui il a sept enfants, trois fils qui l'ont précédé dans la tombe, et quatre filles:
- William Henry Byng (27 novembre 1769 - 23 novembre 1770), décédé avant son père.
- William Henry Byng (baptisé le 4 juin 1775 - 1792), décédé avant son père.
- George Byng (baptisé le 24 mars 1777 - 13 octobre 1792)[5], décédé avant son père.

- Lucy Elizabeth Byng (17 octobre 1760 - 20 septembre 1844), qui épouse Orlando Bridgeman (1er comte de Bradford), le 29 mai 1788.
- Georgiana Elizabeth Byng (1768 - 11 octobre 1801), qui épouse John Russell (6e duc de Bedford), 1786.
- Isabella Elizabeth Byng (21 septembre 1773 - 1er mai 1830), qui épouse Thomas Thynne (2e marquis de Bath), 14 avril 1794.
- Emily Byng (1779 - 3 septembre 1824), qui épouse Henry Seymour de Brighthelmston, Sussex, 1er juillet 1801[6]

Il meurt le 14 décembre 1812 et est remplacé par son frère cadet, John Byng, 5e vicomte de Torrington (1743-1813), qui meurt un an plus tard.